# Malacopsyllus hades
Malacopsyllus hades är en kräftdjursart som beskrevs av Becker 1974. Malacopsyllus hades ingår i släktet Malacopsyllus och familjen Ameiridae. Inga underarter finns listade i Catalogue of Life.